# Sophronisca ruficeps
Sophronisca ruficeps là một loài bọ cánh cứng trong họ Cerambycidae.